# Гайда, Анатолий Войцехович
Анато́лий Во́йцехович Га́йда (род. 29 октября 1947, с. Ясная Поляна, Красноармейский район, Кокчетавская область, Казахская ССР, СССР) — российский философ и политолог, доктор философских наук (1987), профессор (1988), советник губернатора Свердловской области (2013). Почётный гражданин Свердловской области (2018).

## Биография
Окончил Уральский государственный университет, философский факультет, позднее работал там же: в 1970—1975 годах — ассистент, в 1975—1977 годах — старший преподаватель кафедры диалектического материализма; в 1977—1984 годах — доцент кафедры истории философии; в 1984—1988 годах — проректор по учебной работе (с 1985 года — одновременно заведующий кафедрой философии естественных и гуманитарных факультетов). Являлся членом КПСС (с мая 1972), членом партийного бюро философского факультета УрГУ.
В 1973 году защитил кандидатскую диссертацию «Субъект и объект практики и познания», в 1986 году — докторскую диссертацию «Критический анализ „неомарксистской“ философии истории: методологический аспект». В 1979 году получил ученое звание доцента, а в 1988 году — профессора кафедры истории философии. В 1982—1984 годах — доцент кафедры философии Карлова университета (Прага).
В 1988—1991 годах — заместитель директора Института философии и права Уральского отделения АН СССР, с 1991 года временно исполнял обязанности директора. В 1993—1995, 1998—2001 годах был директором Института философии и права УрО РАН, председателем диссертационного совета в УрО РАН.
В 1995—1997 годах — руководитель администрации губернатора Свердловской области, в 1997—1998 годах — первый заместитель председателя правительства Свердловской области (после акции протестов студентов 14 апреля 1998 года в Екатеринбурге подал в отставку), в 2001—2007 годах — заместитель руководителя администрации губернатора Свердловской области, в 2007—2008 годах — первый заместитель руководителя администрации губернатора Свердловской области. Избирался депутатом Областной думы Законодательного собрания Свердловской области (2008—2012). С 2013 года — советник губернатора Свердловской области.
Руководил группой разработчиков проекта Конституции Уральской республики (1993) и Устава Свердловской области (1994).
Автор более 100 печатных трудов.
Семья
Сыновья: Сергей Анатольевич Гайда и Станислав Анатольевич Гайда.

## Основные работы
- «„Неомарксистская“ философия истории: Критический анализ» (1986)
- «Гражданское общество» (1994)

## Награды
- медаль «За освоение целинных земель» (1963)
- орден Почета (2005)
- почётный гражданин Свердловской области (2018)[4].